# رینگسبرگ
رینگسبرگ (به آلمانی: Ringsberg) یک شهر در آلمان است که در اشلسویگ-فلنسبورگ واقع شده‌است. رینگسبرگ ۵۲۱ نفر جمعیت دارد.